# Bóltfelagið 1936 2008
Questa voce raccoglie le informazioni riguardanti il Bóltfelagið 1936 nelle competizioni ufficiali della stagione 2008.

## Rosa
| N. |                    | Ruolo | Calciatore             |
| -- | ------------------ | ----- | ---------------------- |
| 1  | Fær Øer (bandiera) | P     | Tróndur Vatnhamar      |
| 21 | Fær Øer (bandiera) | P     | Jóan Pauli Jakobsen    |
| 3  | Fær Øer (bandiera) | D     | Uni Holm Johannesen    |
| 2  | Fær Øer (bandiera) | D     | Poul Arni Jacobsen     |
| 19 | Fær Øer (bandiera) | D     | Rúnar í Lon Jacobsen   |
| 28 | Fær Øer (bandiera) | D     | Herbert í Lon Jacobsen |
| 13 | Fær Øer (bandiera) | D     | Fróði Clementsen       |
| 14 | Fær Øer (bandiera) | D     | Johan V. Gunnarsson    |
| 11 | Fær Øer (bandiera) | C     | Ingi Højsted           |
| 4  | Fær Øer (bandiera) | C     | Høgni Eysturoy         |

| N. |                         | Ruolo | Calciatore            |
| -- | ----------------------- | ----- | --------------------- |
| 15 | Fær Øer (bandiera)      | C     | Róaldur Jacobsen      |
| 24 | Fær Øer (bandiera)      | C     | Ásbjørn V. Gunnarsson |
| 22 | Fær Øer (bandiera)      | C     | Klæmint Matras        |
| 6  | Fær Øer (bandiera)      | C     | Hanus Thorleifsson    |
| 18 | Fær Øer (bandiera)      | C     | Magnus Olsen          |
| 7  | Fær Øer (bandiera)      | C     | Bergur Midjord        |
| 9  | Fær Øer (bandiera)      | A     | Jákup á Borg          |
| 23 | Inghilterra (bandiera)  | A     | Sam Malsom            |
| 12 | Fær Øer (bandiera)      | A     | Johan Ellingsgaard    |
| 10 | Sierra Leone (bandiera) | A     | Brima Koroma          |
| 17 | Fær Øer (bandiera)      | A     | Bogi Hermansen        |